# Saint-Germain-du-Bel-Air
Pour les articles homonymes, voir Saint-Germain et Bel Air.
Saint-Germain-du-Bel-Air est une commune française, située dans le centre du département du Lot, en région Occitanie.Ses habitants sont les saints germinois
Saint-Germain-du-Bel-Air est une commune rurale qui compte 604 habitants en 2022, après avoir connu un pic de population de 1 711 habitants en 1800.  Elle fait partie de l'aire d'attraction de Gourdon. Ses habitants sont appelés les Saint-Germinois ou  Saint-Germinoises.

## Géographie
Ancien chef-lieu de canton, la commune se trouve à 140 km au nord de Toulouse, à l'ouest de l’axe RN 20-autoroute A20 reliant la capitale occitane à Paris.
Elle est également dans la Bouriane, une région naturelle sablonneuse et collinaire couverte de forêt avec comme essence principale des châtaigniers.
Exposée à un climat océanique altéré, elle est drainée par le Céou et par un autre cours d'eau. Incluse dans le bassin de la Dordogne, la commune possède un patrimoine naturel remarquable composé d'une zone naturelle d'intérêt écologique, faunistique et floristique.

### Hydrographie
Le Céou, le ruisseau de Peyrilles, le ruisseau de Foulade sont les principaux cours d'eau parcourant la commune.

### Communes limitrophes
Les communes limitrophes sont  Concorès, Frayssinet, Montamel, Peyrilles et Saint-Chamarand.
| Concorès  | Saint-Chamarand          |            |
|           | Saint-Germain-du-Bel-Air | Frayssinet |
| Peyrilles | Montamel                 |            |

### Climat
Pour des articles plus généraux, voir Climat de l'Occitanie et Climat du Lot.
En 2010, le climat de la commune est de type climat océanique altéré, selon une étude s'appuyant sur une série de données couvrant la période 1971-2000. En 2020, Météo-France publie une typologie des climats de la France métropolitaine dans laquelle la commune est toujours exposée à un climat océanique altéré et est dans la région climatique Ouest et nord-ouest du Massif Central, caractérisée par une pluviométrie annuelle de 900 à 1 500 mm, maximale en automne et en hiver.
Pour la période 1971-2000, la température annuelle moyenne est de 12,1 °C, avec une amplitude thermique annuelle de 15,6 °C. Le cumul annuel moyen de précipitations est de 902 mm, avec 11,4 jours de précipitations en janvier et 6,7 jours en juillet. Pour la période 1991-2020, la température moyenne annuelle observée sur la station météorologique la plus proche, située sur la commune de Gourdon à 11 km à vol d'oiseau, est de 13,1 °C et le cumul annuel moyen de précipitations est de 823,0 mm,. Pour l'avenir, les paramètres climatiques de la commune estimés pour 2050 selon différents scénarios d’émission de gaz à effet de serre sont consultables sur un site dédié publié par Météo-France en novembre 2022.

### Milieux naturels et biodiversité

#### Espaces protégés
La protection réglementaire est le mode d’intervention le plus fort pour préserver des espaces naturels remarquables et leur biodiversité associée,.
La commune fait partie de la zone de transition du bassin de la Dordogne, un territoire d'une superficie de 1 880 258 ha reconnu réserve de biosphère par l'UNESCO en juillet 2012,.

#### Zones naturelles d'intérêt écologique, faunistique et floristique

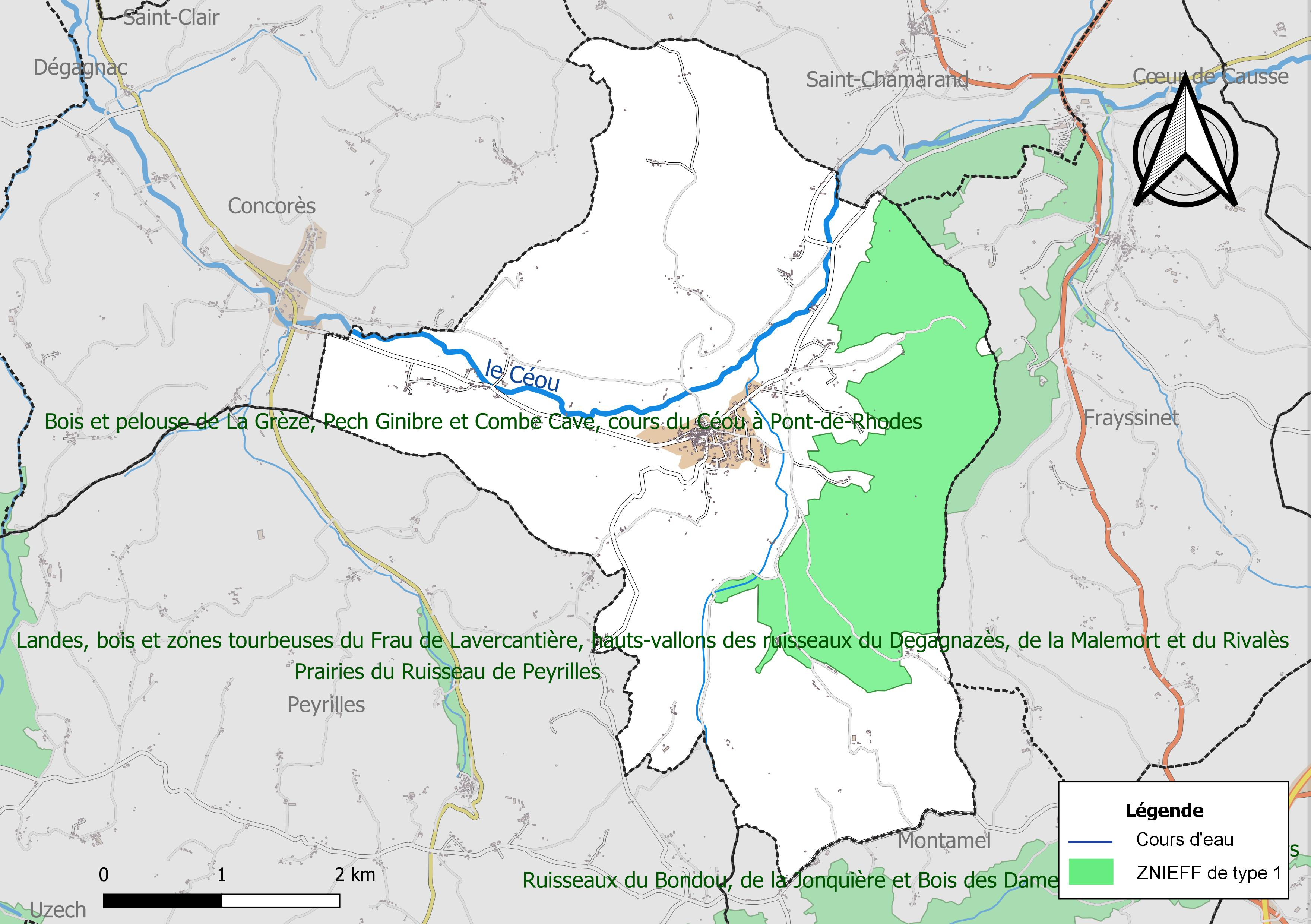
Carte de la ZNIEFF de type 1 localisée sur la commune.

L’inventaire des zones naturelles d'intérêt écologique, faunistique et floristique (ZNIEFF) a pour objectif de réaliser une couverture des zones les plus intéressantes sur le plan écologique, essentiellement dans la perspective d’améliorer la connaissance du patrimoine naturel national et de fournir aux différents décideurs un outil d’aide à la prise en compte de l’environnement dans l’aménagement du territoire.
Une ZNIEFF de type 1 est recensée sur la commune :
les « bois et pelouse de la Grèze, pech Ginibre et combe Cave, cours du Céou à Pont-de-Rhodes » (617 ha), couvrant 3 communes du département.

## Urbanisme

### Typologie
Au 1er janvier 2024, Saint-Germain-du-Bel-Air est catégorisée commune rurale à habitat dispersé, selon la nouvelle grille communale de densité à sept niveaux définie par l'Insee en 2022.
Elle est située hors unité urbaine. Par ailleurs la commune fait partie de l'aire d'attraction de Gourdon, dont elle est une commune de la couronne,. Cette aire, qui regroupe 22 communes, est catégorisée dans les aires de moins de 50 000 habitants,.

### Occupation des sols
L'occupation des sols de la commune, telle qu'elle ressort de la base de données européenne d’occupation biophysique des sols Corine Land Cover (CLC), est marquée par l'importance des forêts et milieux semi-naturels (66,2 % en 2018), en augmentation par rapport à 1990 (59,9 %). La répartition détaillée en 2018 est la suivante : 
forêts (45,9 %), milieux à végétation arbustive et/ou herbacée (20,3 %), zones agricoles hétérogènes (19,1 %), prairies (12,9 %), zones urbanisées (1,8 %). L'évolution de l’occupation des sols de la commune et de ses infrastructures peut être observée sur les différentes représentations cartographiques du territoire : la carte de Cassini (XVIIIe siècle), la carte d'état-major (1820-1866) et les cartes ou photos aériennes de l'IGN pour la période actuelle (1950 à aujourd'hui).

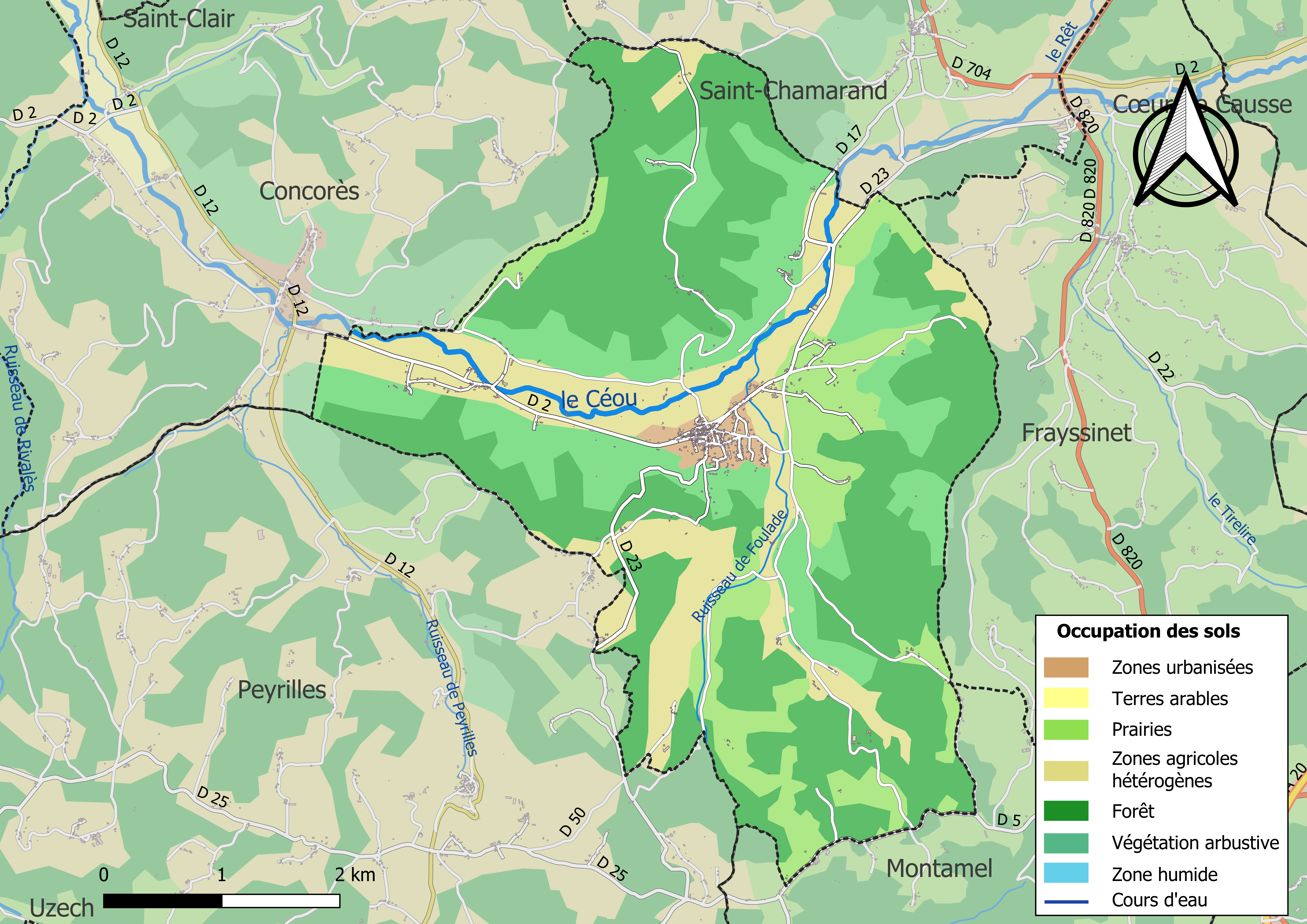
Carte des infrastructures et de l'occupation des sols de la commune en 2018 (CLC).

### Risques majeurs
Le territoire de la commune de Saint-Germain-du-Bel-Air est vulnérable à différents aléas naturels : météorologiques (tempête, orage, neige, grand froid, canicule ou sécheresse), inondations, feux de forêts, mouvements de terrains et séisme (sismicité très faible). Un site publié par le BRGM permet d'évaluer simplement et rapidement les risques d'un bien localisé soit par son adresse soit par le numéro de sa parcelle.
Certaines parties du territoire communal sont susceptibles d’être affectées par le risque d’inondation par débordement de cours d'eau, notamment le Céou. La cartographie des zones inondables en ex-Midi-Pyrénées réalisée dans le cadre du XIe Contrat de plan État-région, visant à informer les citoyens et les décideurs sur le risque d’inondation, est accessible sur le site de la DREAL Occitanie. La commune a été reconnue en état de catastrophe naturelle au titre des dommages causés par les inondations et coulées de boue survenues en 1982, 1993, 1996, 1999 et 2010,.
Saint-Germain-du-Bel-Air est exposée au risque de feu de forêt. Un plan départemental de protection des forêts contre les incendies a été approuvé par arrêté préfectoral le 30 novembre 2015 pour la période 2015-2025. Les propriétaires doivent ainsi couper les broussailles, les arbustes et les branches basses sur une profondeur de 50 mètres, aux abords des constructions, chantiers, travaux et installations de toute nature, situées à moins de 200 mètres de terrains en nature
de bois, forêts, plantations, reboisements, landes ou friches. Le brûlage des déchets issus de l’entretien des parcs et jardins des ménages et des collectivités est interdit. L’écobuage est également interdit, ainsi que les feux de type méchouis et barbecues, à l’exception de ceux prévus dans des installations fixes (non situées sous couvert d'arbres) constituant une dépendance d'habitation.

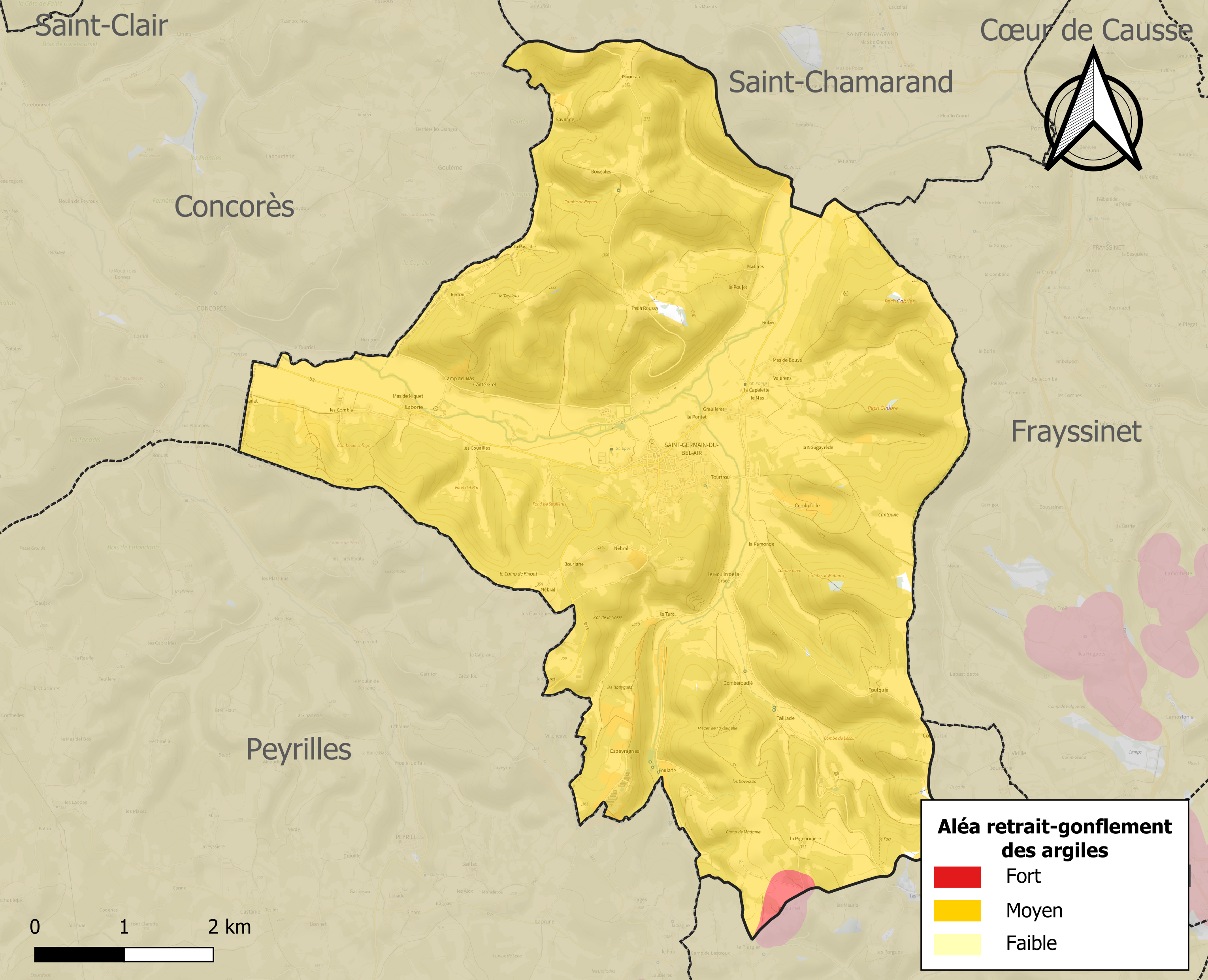
Carte des zones d'aléa retrait-gonflement des sols argileux de Saint-Germain-du-Bel-Air.

Les mouvements de terrains susceptibles de se produire sur la commune sont des affaissements et effondrements liés aux cavités souterraines (hors mines), des éboulements, chutes de pierres et de blocs, des glissements de terrain et des tassements différentiels. Par ailleurs, afin de mieux appréhender le risque d’affaissement de terrain, l'inventaire national des cavités souterraines permet de localiser celles situées sur la commune.
Le retrait-gonflement des sols argileux est susceptible d'engendrer des dommages importants aux bâtiments en cas d’alternance de périodes de sécheresse et de pluie. 99,6 % de la superficie communale est en aléa moyen ou fort (67,7 % au niveau départemental et 48,5 % au niveau national). Sur les 393 bâtiments dénombrés sur la commune en 2019, 393 sont en aléa moyen ou fort, soit 100 %, à comparer aux 72 % au niveau départemental et 54 % au niveau national. Une cartographie de l'exposition du territoire national au retrait gonflement des sols argileux est disponible sur le site du BRGM,.
Par ailleurs, afin de mieux appréhender le risque d’affaissement de terrain, l'inventaire national des cavités souterraines permet de localiser celles situées sur la commune.
Concernant les mouvements de terrains, la commune a été reconnue en état de catastrophe naturelle au titre des dommages causés par des mouvements de terrain en 1999.

## Toponymie
Le toponyme Saint-Germain-du-Bel-Air  est basé sur l'hagiotoponyme chrétien Germain ou Germanus, nom de nombreux saints. Il se termine par Air qui serait une traduction de aire ou èrm qui désigne une vaste étendue, une friche ou une plaine. En occitan, le nom de la commune est Sent Girman
Durant la Révolution, la commune porte les noms de Belle-Plaine, Sen-Libre ou Seu-Libre.
Ses habitants sont appelés les Saint-Germinois.

## Politique et administration

### Liste des maires
| Période                                  | Période   | Identité             | Étiquette | Qualité             |
| ---------------------------------------- | --------- | -------------------- | --------- | ------------------- |
| 1793                                     | 1795      | Jean Moncoutie       |           |                     |
| 1796                                     | 1798      | Marc Bergounioux     |           |                     |
| 1798                                     | 1810      | Antoine Calmon       |           |                     |
| 1811                                     | 1813      | Casimir Mirandol     |           |                     |
| 1814                                     | 1816      | François Pelissier   |           |                     |
| 1816                                     | 1832      | François Dompnhou    |           |                     |
| 1832                                     | 1844      | Antoine Bouye        |           |                     |
| 1844                                     | 1848      | Gaspard Guitges      |           |                     |
| 07.1848                                  | 09.1848   | Pierre Dompnhou      |           |                     |
| 1848                                     | 1851      | Antoine Bories       |           |                     |
| 1851                                     | 1861      | Pierre Dompnhou      |           |                     |
| 1862                                     | 1865      | Antoine Bouye        |           |                     |
| 1865                                     | 1871      | Pierre Bories        |           |                     |
| 1871                                     | 1875      | Justin Delsol        |           |                     |
| 01.1876                                  | 05.1876   | Urbain Bouye         |           |                     |
| 1876                                     | 1883      | Jean Baptiste Bories |           |                     |
| 1883                                     | 1896      | Jean Alfred Cocula   |           |                     |
| 1897                                     | 1902      | Jean Bonnet          |           |                     |
| 1989                                     | mars 2014 | André Cocula         | PCF       | Retraité agent SNCF |
| 2014                                     | mars 2020 | Patrick Labrande     |           |                     |
| mars 2020                                | En cours  | Patrick Labrande     |           | .                   |
| Les données manquantes sont à compléter. |           |                      |           |                     |

## Démographie
L'évolution du nombre d'habitants est connue à travers les recensements de la population effectués dans la commune depuis 1793. Pour les communes de moins de 10 000 habitants, une enquête de recensement portant sur toute la population est réalisée tous les cinq ans, les populations de référence des années intermédiaires étant quant à elles estimées par interpolation ou extrapolation. Pour la commune, le premier recensement exhaustif entrant dans le cadre du nouveau dispositif a été réalisé en 2007.

En 2022, la commune comptait 604 habitants, en évolution de +6,34 % par rapport à 2016 (Lot : +1,31 %, France hors Mayotte : +2,11 %).
| 1793  | 1800  | 1806  | 1821  | 1831  | 1836  | 1841  | 1846  | 1851  |
| ----- | ----- | ----- | ----- | ----- | ----- | ----- | ----- | ----- |
| 1 218 | 1 711 | 1 163 | 1 123 | 1 213 | 1 145 | 1 106 | 1 269 | 1 170 |

| 1856  | 1861  | 1866  | 1872  | 1876  | 1881  | 1886  | 1891  | 1896 |
| ----- | ----- | ----- | ----- | ----- | ----- | ----- | ----- | ---- |
| 1 219 | 1 133 | 1 141 | 1 125 | 1 115 | 1 106 | 1 084 | 1 023 | 954  |

| 1901 | 1906 | 1911 | 1921 | 1926 | 1931 | 1936 | 1946 | 1954 |
| ---- | ---- | ---- | ---- | ---- | ---- | ---- | ---- | ---- |
| 868  | 815  | 743  | 610  | 606  | 611  | 615  | 558  | 509  |

| 1962 | 1968 | 1975 | 1982 | 1990 | 1999 | 2006 | 2007 | 2012 |
| ---- | ---- | ---- | ---- | ---- | ---- | ---- | ---- | ---- |
| 486  | 409  | 346  | 361  | 422  | 495  | 510  | 512  | 552  |

| 2017 | 2022 | - | - | - | - | - | - | - |
| ---- | ---- | - | - | - | - | - | - | - |
| 562  | 604  | - | - | - | - | - | - | - |

## Économie

### Revenus
En 2018, la commune compte 250 ménages fiscaux, regroupant 489 personnes. La médiane du revenu disponible par unité de consommation est de 20 860 € (20 740 € dans le département).

### Emploi
|                | 2008  | 2013   | 2018   |
| -------------- | ----- | ------ | ------ |
| Commune        | 6,9 % | 11,1 % | 14,6 % |
| Département    | 7,3 % | 8,9 %  | 9,6 %  |
| France entière | 8,3 % | 10 %   | 10 %   |

En 2018, la population âgée de 15 à 64 ans s'élève à 296 personnes, parmi lesquelles on compte 80,3 % d'actifs (65,7 % ayant un emploi et 14,6 % de chômeurs) et 19,7 % d'inactifs,. En  2018, le taux de chômage communal (au sens du recensement) des 15-64 ans est supérieur à celui du département et de la France, alors qu'en 2008 la situation était inverse.
La commune fait partie de la couronne de l'aire d'attraction de Gourdon, du fait qu'au moins 15 % des actifs travaillent dans le pôle,. Elle compte 129 emplois en 2018, contre 134 en 2013 et 136 en 2008. Le nombre d'actifs ayant un emploi résidant dans la commune est de 199, soit un indicateur de concentration d'emploi de 65 % et un taux d'activité parmi les 15 ans ou plus de 48,4 %.
Sur ces 199 actifs de 15 ans ou plus ayant un emploi, 68 travaillent dans la commune, soit 34 % des habitants. Pour se rendre au travail, 85,8 % des habitants utilisent un véhicule personnel ou de fonction à quatre roues, 1 % les transports en commun, 6,1 % s'y rendent en deux-roues, à vélo ou à pied et 7,1 % n'ont pas besoin de transport (travail au domicile).

### Activités hors agriculture

#### Secteurs d'activités
55 établissements sont implantés  à Saint-Germain-du-Bel-Air au 31 décembre 2019. Le tableau ci-dessous en détaille le nombre par secteur d'activité et compare les ratios avec ceux du département,.
| Secteur d'activité                                                                                        | Commune | Commune | Département |
| Secteur d'activité                                                                                        | Nombre  | %       | %           |
| --- | ------- | ------- | ----------- |
| Ensemble                                                                                                  | 55      |         |             |
| Industrie manufacturière, industries extractives et autres                                                | 8       | 14,5 %  | (14 %)      |
| Construction                                                                                              | 9       | 16,4 %  | (13,9 %)    |
| Commerce de gros et de détail, transports, hébergement et restauration                                    | 16      | 29,1 %  | (29,9 %)    |
| Activités financières et d'assurance                                                                      | 1       | 1,8 %   | (2,8 %)     |
| Activités spécialisées, scientifiques et techniques et activités de services administratifs et de soutien | 7       | 12,7 %  | (13,5 %)    |
| Administration publique, enseignement, santé humaine et action sociale                                    | 10      | 18,2 %  | (12 %)      |
| Autres activités de services                                                                              | 4       | 7,3 %   | (8,7 %)     |

Le secteur du commerce de gros et de détail, des transports, de l'hébergement et de la restauration est prépondérant sur la commune puisqu'il représente 29,1 % du nombre total d'établissements de la commune (16 sur les 55 entreprises implantées  à Saint-Germain-du-Bel-Air), contre 29,9 % au niveau départemental.

#### Entreprises et commerces
L'entreprise ayant son siège social sur le territoire communal qui génère le plus de chiffre d'affaires en 2020 est : 
- SASU Bourre, boulangerie et boulangerie-pâtisserie (214 k€)

### Agriculture
|               | 1988 | 2000 | 2010 | 2020 |
| ------------- | ---- | ---- | ---- | ---- |
| Exploitations | 19   | 18   | 15   | 6    |
| SAU (ha)      | 498  | 745  | 599  | 386  |

La commune est dans la « Bourianne », une petite région agricole occupant une partiede l'ouest du territoire du département du Lot. En 2020, l'orientation technico-économique de l'agriculture  sur la commune est la combinaisons de granivores (porcins, volailles). Six exploitations agricoles ayant leur siège dans la commune sont dénombrées lors du recensement agricole de 2020 (19 en 1988). La superficie agricole utilisée est de 386 ha,,.

## Culture locale et patrimoine

### Lieux et monuments
- Église Saint-Germain de Saint-Germain-du-Bel-Air, de style néo-gothique, vitraux du XIXe siècle, la cloche en bronze date de 1585 et est classée Monuments historiques depuis 1910[35].

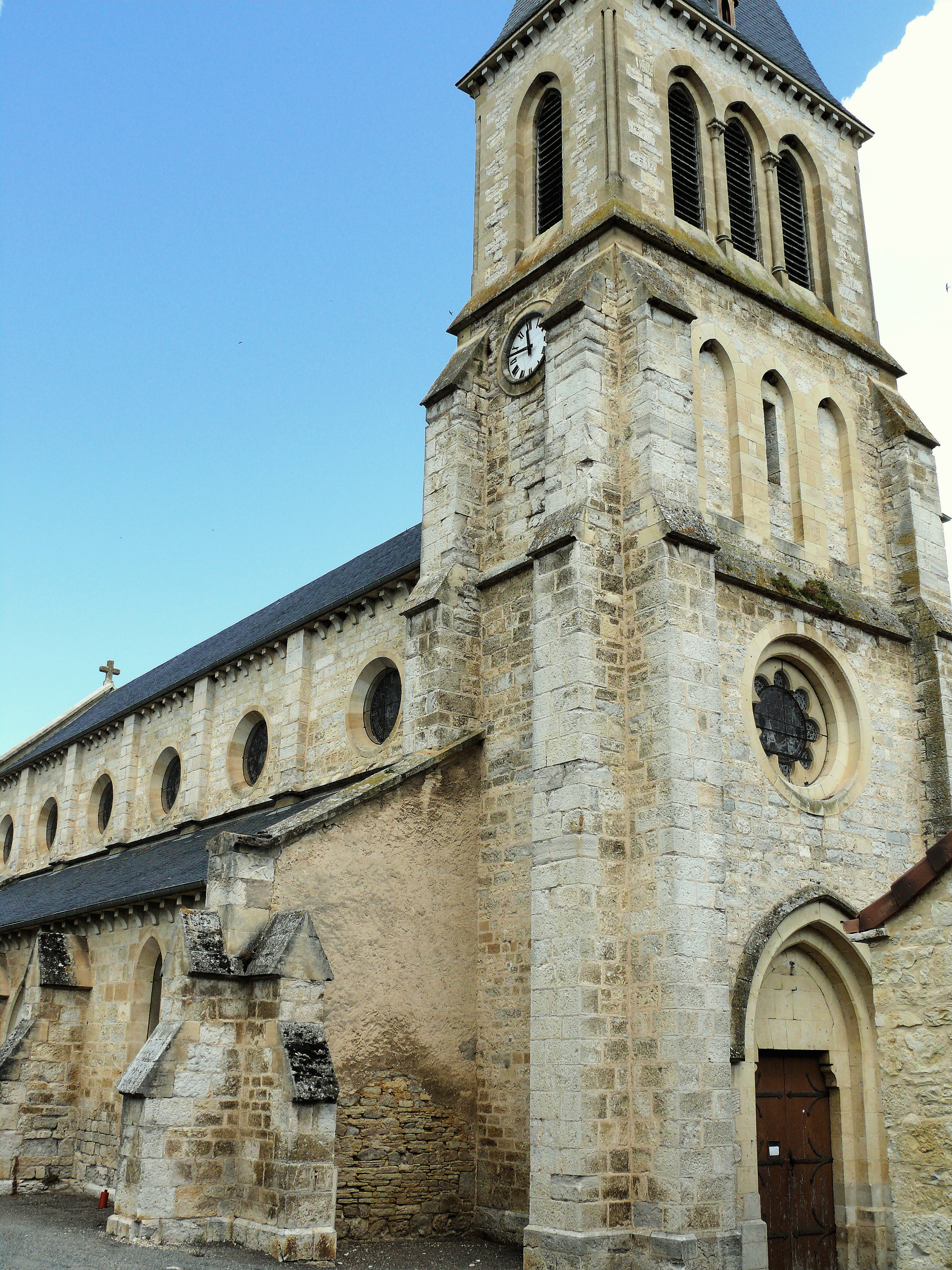
Église Saint-Germain-l'Auxerrois.
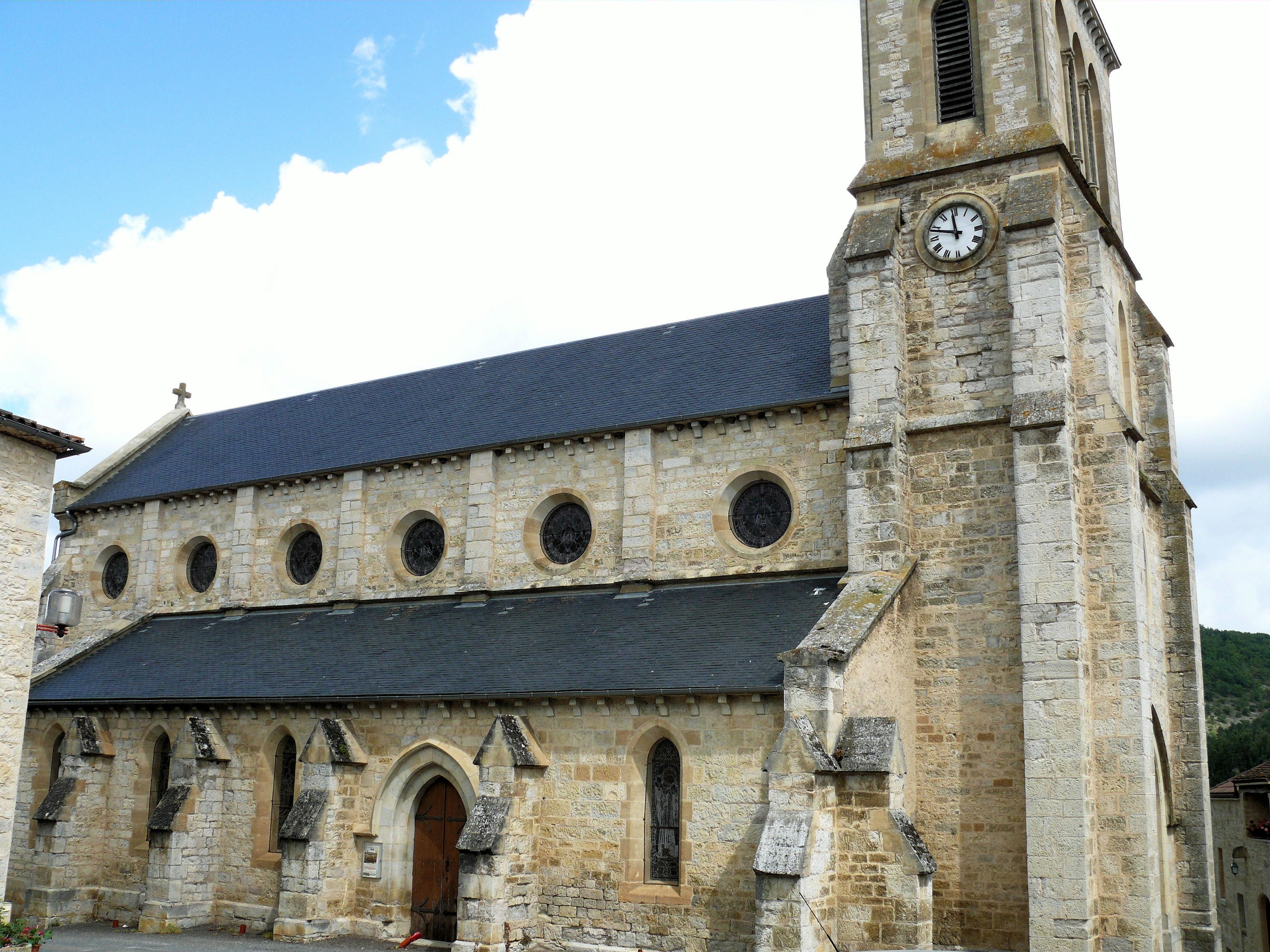
Église Saint-Germain-l'Auxerrois.

### Personnalités liées à la commune
- Jean Cocula, sénateur-maire né en 1843 sur la commune.
- Laurent Ruamps, as de la Première Guerre mondiale.

### Héraldique
| Blason de Saint-Germain-du-Bel-Air | Blason  | Parti : au 1er coupé au I d'azur à trois étoiles d'or posées en pal, au II d'or à trois bandes de gueules, au 2e: d'argent à la bande d'azur. |
| Blason de Saint-Germain-du-Bel-Air | Détails | Le statut officiel du blason reste à déterminer.                                                                                              |